# 凌北街道
凌北街道，是中华人民共和国辽宁省朝阳市凌源市下辖的一个乡镇级行政单位。

## 行政区划
凌北街道下辖以下地区：
红山社区、莫胡店社区、鸿凌社区、凌钢东社区、凌钢西一社区、凌钢西二社区、鸿远社区、客车社区和八间房社区。